# El Abadengo
El Abadengo es una subcomarca de la comarca de Vitigudino, en la provincia de Salamanca, comunidad autónoma de Castilla y León, España. Sus límites no se corresponden con una división administrativa, sino con una demarcación histórico-tradicional, cultural y geográfica.

## Geografía

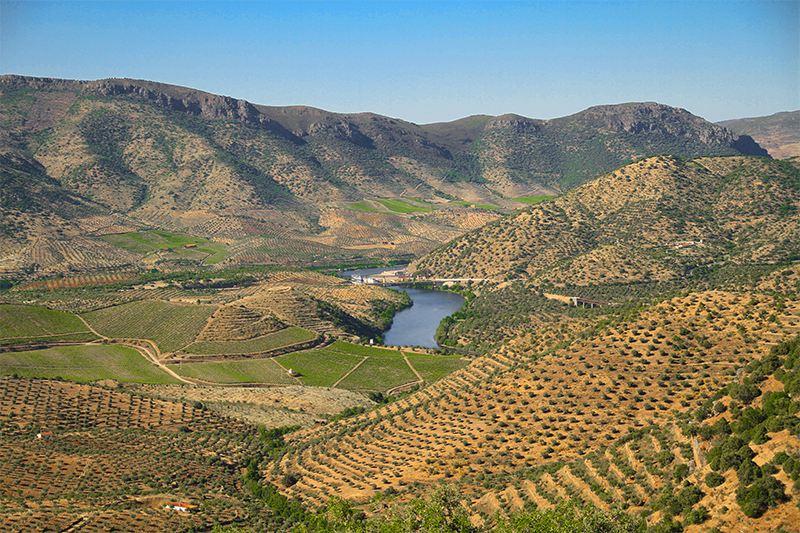
Las arribes del Águeda, en el Parque natural de Arribes del Duero

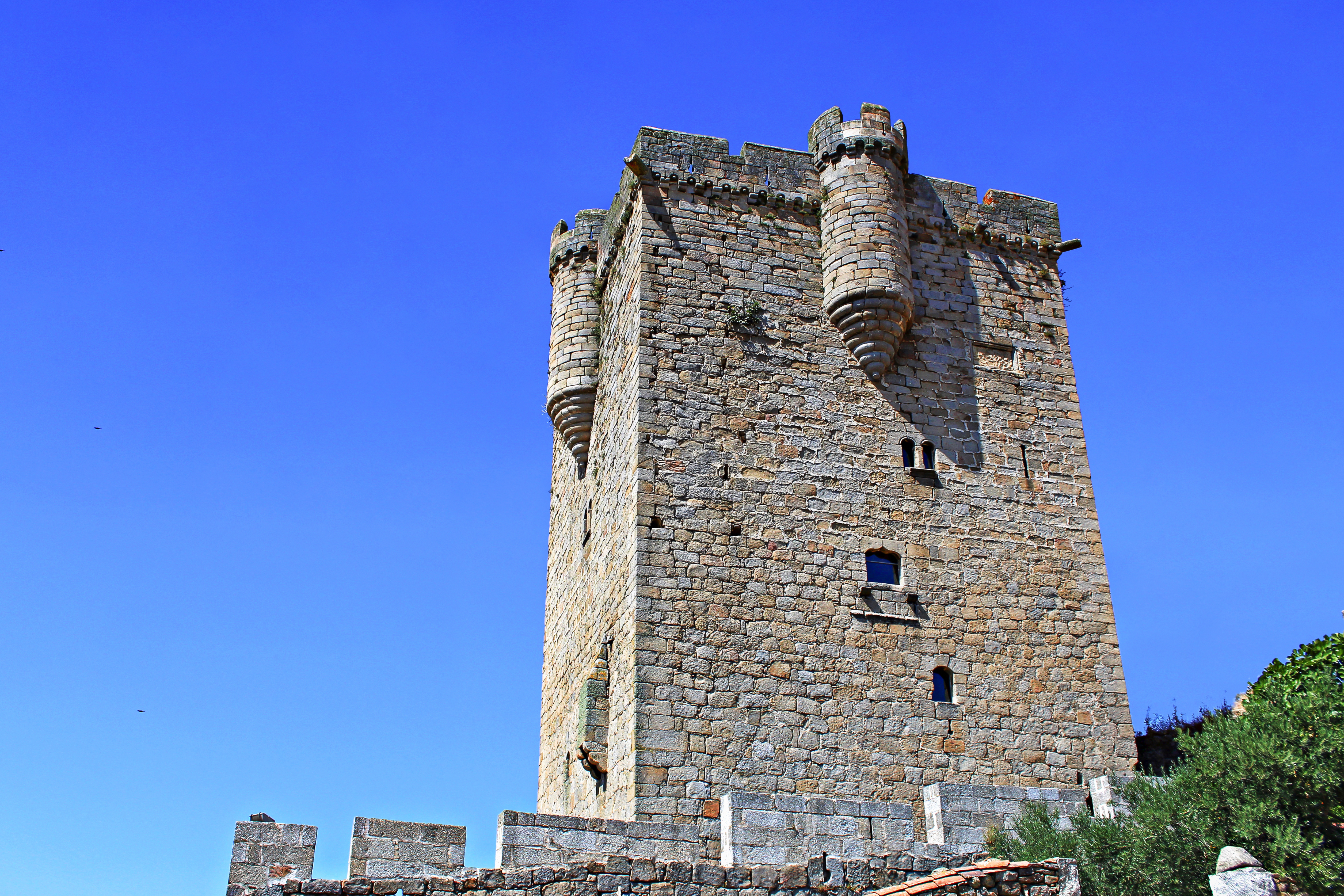
Castillo de San Felices

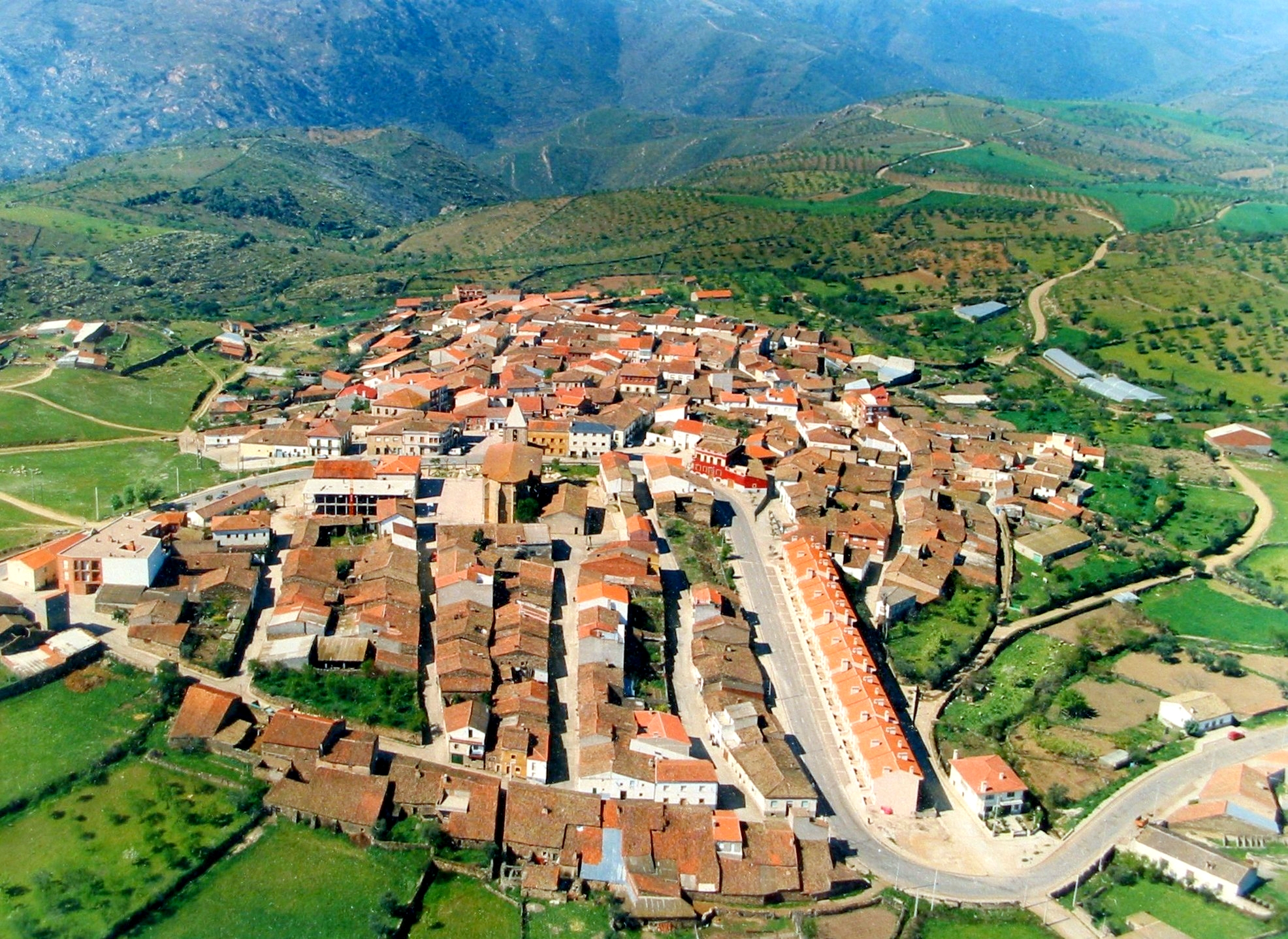
Vista aéra de La Fregeneda

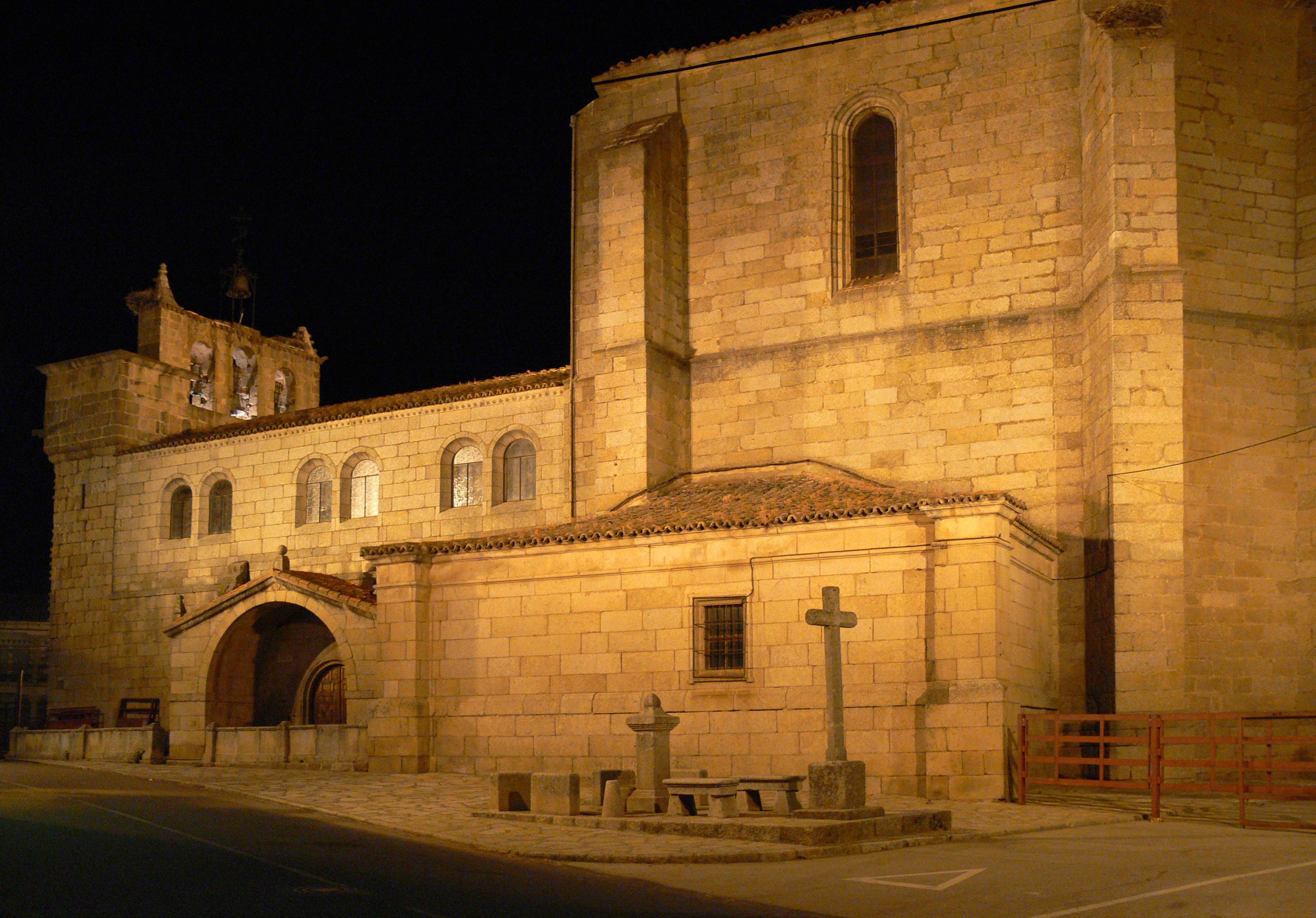
Iglesia de Villavieja de Yeltes

El Abadengo está situado en el oeste de la comarca de Vitigudino, al oeste de la provincia de Salamanca. Ocupa una superficie de 742,57 km².
Su geografía es delimitada por el curso de los ríos Duero, Águeda, Huebra y Yeltes. En el oeste destaca el relieve de las arribes, unos inmensos valles por los que discurren los tres primeros ríos, que están protegidos en el ámbito del parque natural de Arribes del Duero, al que pertenecen los términos municipales de Ahigal de los Aceiteros, Bermellar, La Fregeneda, Hinojosa de Duero, Lumbrales, San Felices de los Gallegos y Sobradillo. Hacia el este el horizonte se allana, el paisaje es el propio del Campo Charro, caracterizado por los inmensos prados llanos o ligeramente ondulados, con encinas y pastos, en los que abundan las charcas y pequeños arroyos, donde está muy presente el ganado.
El lugar de menor altitud de la comarca es el muelle de Vega Terrón (130 m), el más alto el cerro de La Berzosa (831 m), en Villavieja.

### Demarcación
Comprende 14 municipios: Ahigal de los Aceiteros, Bañobárez, Bermellar, Bogajo, Cerralbo, Fuenteliante, La Fregeneda, Hinojosa de Duero, Lumbrales, Olmedo de Camaces, La Redonda, San Felices de los Gallegos, Sobradillo y Villavieja. Se considera a Lumbrales como la capital.
Excepto Bogajo y Villavieja de Yeltes, todos los municipios de la comarca se integran dentro de la Mancomunidad El Abadengo. Debido a esto y a su proximidad a Vitigudino, en Bogajo, Villavieja, e incluso en Cerralbo, se ha ido diluyendo un poco el sentimiento de pertenencia a El Abadengo.
Limita con Portugal al oeste, La Ribera al norte, la Tierra de Vitigudino al norte y al este, y el Campo de Yeltes y el Campo de Argañán al sur.
| Noroeste: Portugal | Norte: La Ribera      | Nordeste: La Ramajería     |
| Oeste: Portugal    |                       | Este: Tierra de Vitigudino |
| Suroeste: Portugal | Sur: Campo de Argañán | Sureste: Campo de Yeltes   |

## Historia

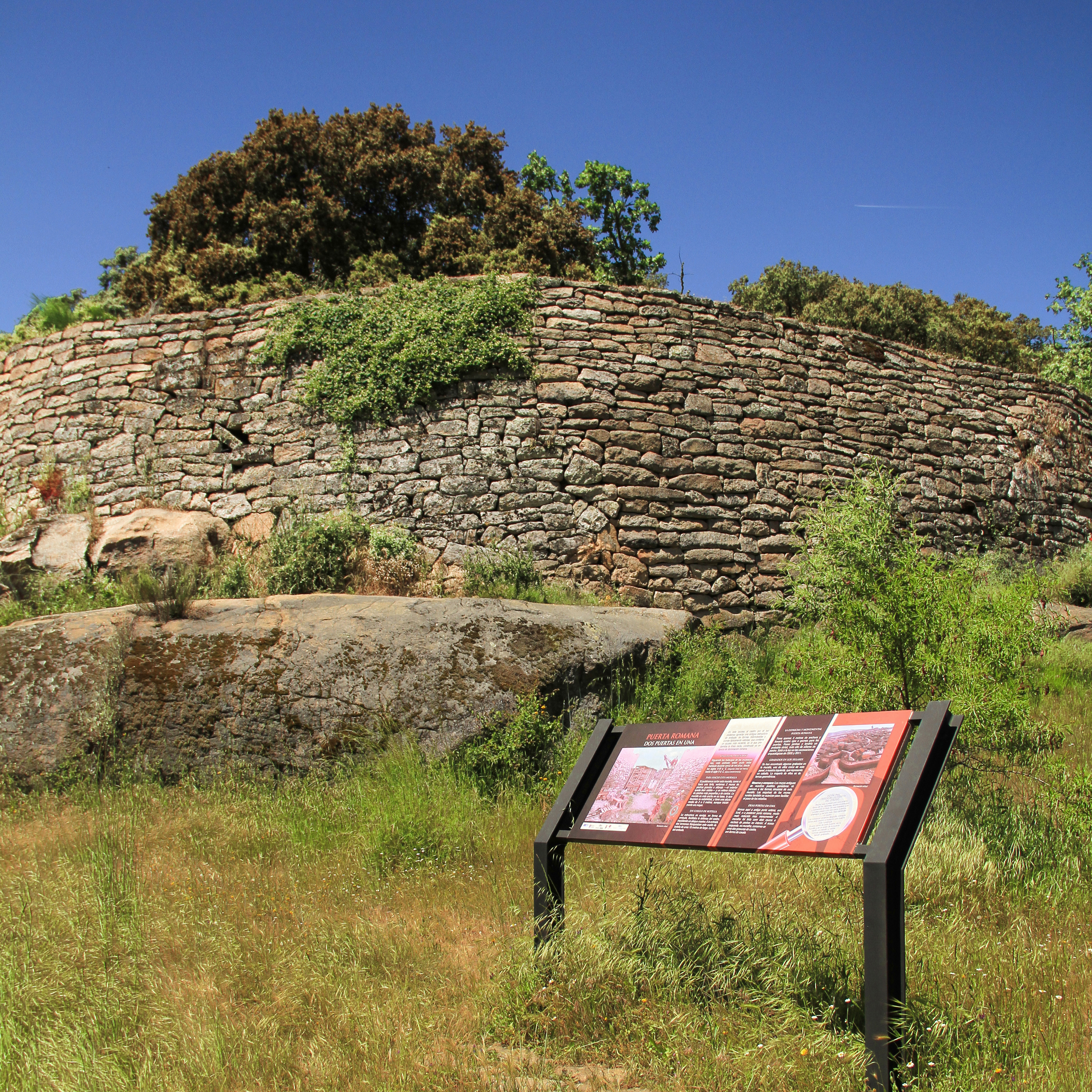
Castro de Las Merchanas

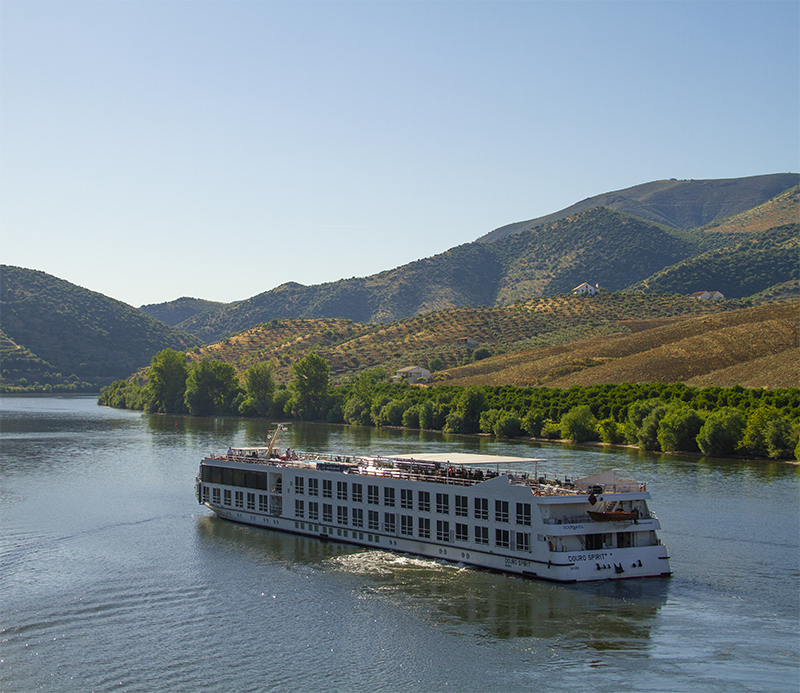
Crucero del Duero portugués partiendo del muelle de Vega Terrón

Aunque la comarca hunde sus raíces en la historia medieval, estas tierras estaban bajo la jurisdicción del abad o abadón (al que debe su nombre) de la poderosa Orden de los Templarios, a la que fue cedido por los reyes del Reino de León. Con la disolución del abadengo en 1311 las villas pasaron a manos de la Corona, aunque en lo religioso siguieron dependiendo del obispado de Ciudad Rodrigo. Este sistema continuó hasta el siglo XIX con la eliminación de los señoríos y las posteriores desamortizaciones de Mendizábal, que modificaron las jurisdicciones y la propiedad de la tierra.
Los avatares históricos y las luchas fronterizas entre el Reino de León y el de Portugal hicieron que estas tierras sufriesen saqueos e invasiones por parte de los ejércitos portugueses, pese a que históricamente formaban parte de León desde su primera repoblación en el siglo XI. Un hecho significativo fue la pérdida de la región del Ribacoa por parte de León en el Tratado de Alcañices de 1297, que convirtió todo el extremo occidental del Abadengo en territorio fronterizo, ya que hasta entonces la frontera luso-leonesa se situaba en el río Coa, siendo la única excepción San Felices de los Gallegos, que pasó al reino de Portugal en dicho tratado, retornando de nuevo a la soberanía leonesa en 1327. Como recuerdo de aquellas luchas permanecen inhiestas las torres de los castillos de San Felices de los Gallegos y Sobradillo.

## Cultura

### Fiestas
El baile de la bandera es una tradición muy extendida en la zona de las arribes. Era la antigua forma de celebrar la victoria en una batalla, hoy constituye un característico patrimonio cultural que rememora la historia de la comarca. Se celebra en varias localidades pero el baile de Hinojosa de Duero es de los más afamados. Su ayuntamiento expresó en 2011 su deseo de que fuera protegido como Bien de Interés Cultural.
En La Fregeneda, con la llegada de marzo, se celebra la fiesta del almendro. En ella se conmemora la llegada de la primavera con la floración de los almendros de la zona, que sin duda constituyen una de las maravillas naturales de la comarca. Comienza con la recepción de las autoridades españolas y portuguesas y suele acabar con una misa, degustación gastronómica, verbena y mercadillo en Barca de Alba.
En San Felices de los Gallegos se celebra cada año desde 1853 la fiesta del noveno, declarada de interés regional. Se conmemora la abolición del impuesto que algunos municipios de la zona tenían que pagar a la Casa de Alba, la novena parte de la ganancia de la cosecha. Todos los años se vuelve a leer la sentencia judicial que recuerda la victoria del pueblo y se realizan festejos populares como verbenas, encierros, novilladas, suelta de vaquillas y actos culturales. Entre todo, artísticamente destaca la preparación de una plaza de toros artesanal con carros entrelazados.

## Administración y política

Mapa de la mancomunidad

Esta comarca, a pesar de su gran sentido de identidad, con características geográficas, económicas, sociales e históricas afines, no cuenta con el reconocimiento legal para su desarrollo administrativo. Lo más parecido a un órgano administrativo que la gobierne es su mancomunidad.
Sin embargo, a la mancomunidad no pertenecen todos los municipios de la comarca. Se quedan fuera de ella Bogajo y Villavieja de Yeltes.
El 29 de mayo de 2011 se celebró en La Redonda la primera edición del Día de la Mancomunidad de El Abadengo.

### Competencias de la mancomunidad
- Recogida y tratamiento de residuos sólidos urbanos.
- Cualquier otro servicio de competencia municipal, sin que pueda asumir la totalidad de las competencias asignadas a los municipios.

### Transporte
En diciembre de 2021 se presentó el bono transporte rural gratuito para las 12 localidades que integran la mancomunidad. Se trata de un servicio de transporte público gratuito en bus a demanda, es decir, que el usuario puede reservar llamando al 900 204 020 o a través de la web de la Junta de Castilla y León, para acudir a la capital comarcal, Lumbrales. También se puede utilizar comprando al conductor del bus una tarjeta sin límite de viajes, cuyo coste es de 5€. En principio se establecen 8 rutas diarias.

## Demografía
| Gráfica de evolución demográfica de El Abadengo entre 1900 y 2021                       |
|                                                                                         |
| Fuente: Instituto Nacional de Estadística de España - Elaboración gráfica por Wikipedia |

Demográficamente esta zona ha conocido una de las mayores catástrofes de la provincia. Al igual que muchas comarcas de la zona, la densidad de población es menor a 10 hab./km². Desde mediados de siglo ha ido perdiendo población sin parar, sobre todo debido a unas fortísimas migraciones de carácter económico, que han reducido a la mitad el número de sus habitantes, 5219 en 2018. Junto a esto existe el problema del envejecimiento. Aproximadamente el 30 % de la población tiene más de 65 años, lo que nos lleva a entender el porqué del proceso despoblador. 
Las actividades industriales son prácticamente nulas, reduciéndose a unas pequeñas industrias agroalimentarias dedicadas a la elaboración del queso de oveja. También existen bares, restaurantes, comercios y talleres que cubren las pequeñas necesidades de la zona.

## Patrimonio
El Abadengo puede presumir de un rico y extenso patrimonio histórico, artístico, monumental y cultural, fruto del paso de diferentes culturas. Se han encontrado algunos vestigios prehistóricos como pinturas y grabados rupestres, talleres neolíticos y dólmenes. La cultura vetona ha dejado gran número de restos en castros y verracos, y la romana se hace visible en las calzadas, vías o estelas funerarias.
En el castro de Las Merchanas se ha habilitado un recorrido turístico que recorre sus puntos más interesantes y explica su historia.

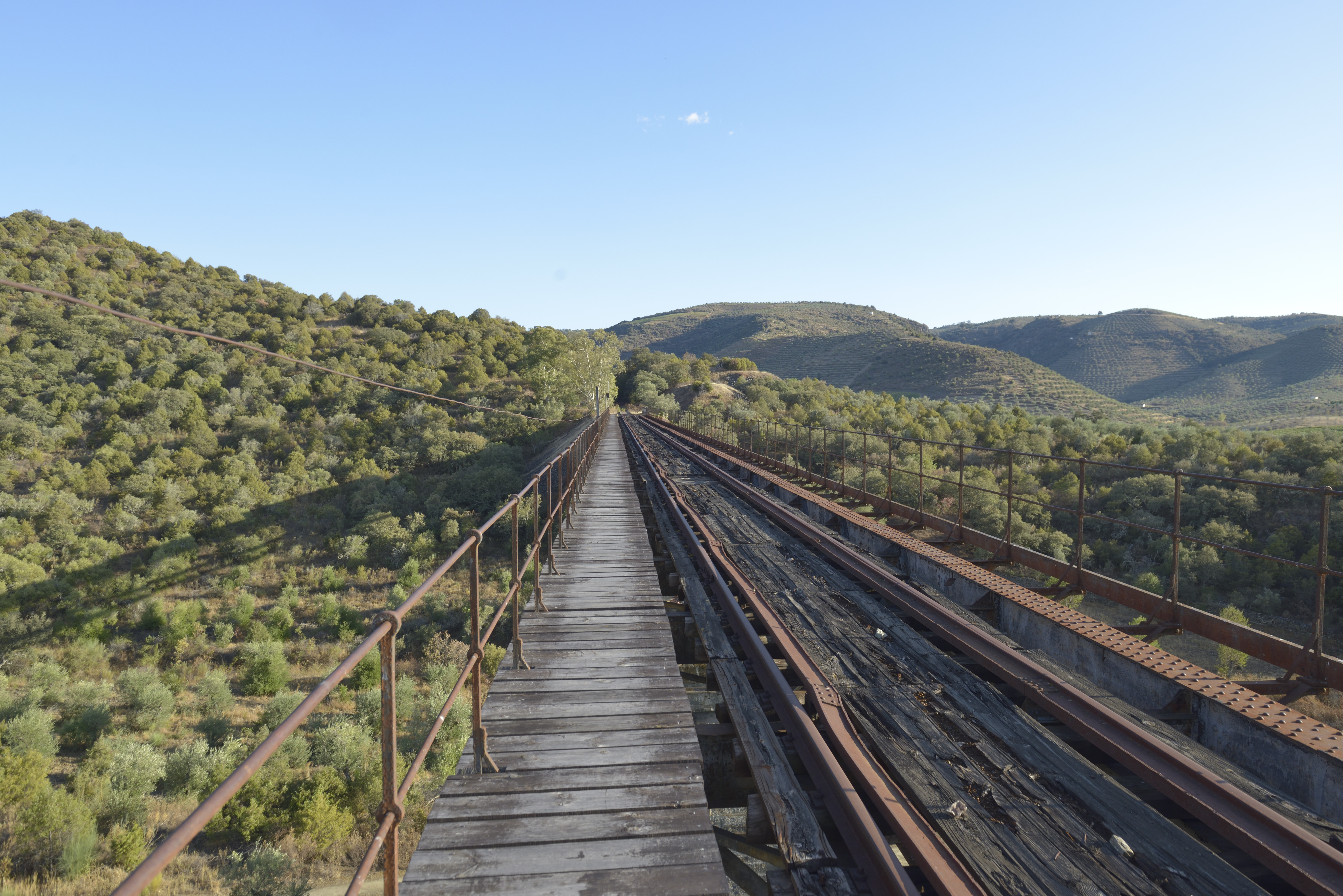
El Puente de las Almas, en el Camino de Hierro de La Fregeneda, a su paso por las arribes del Águeda

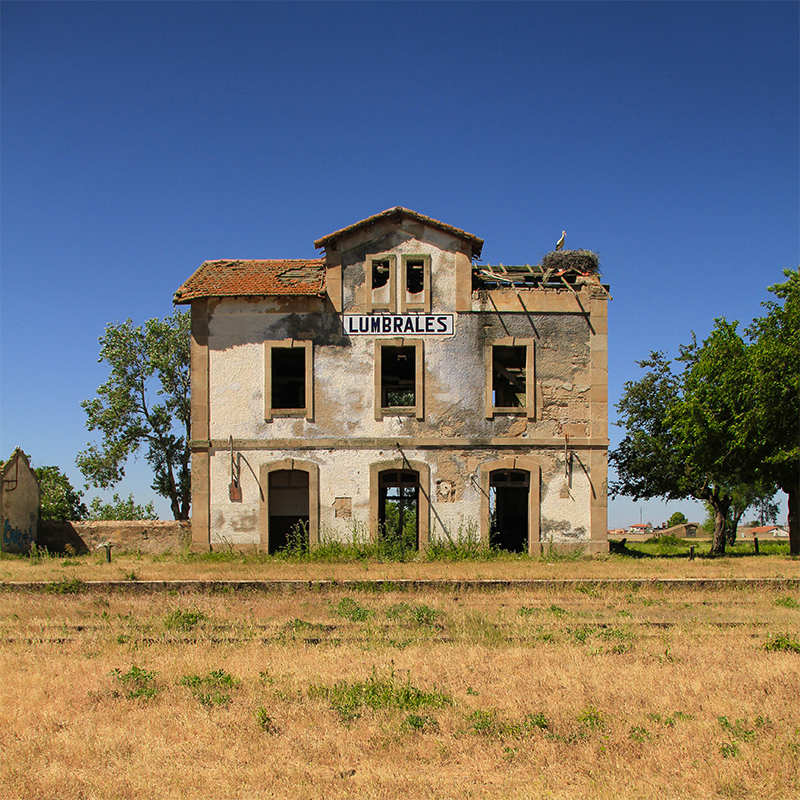
Antigua estación de tren de Lumbrales, la capital comarcal

Iglesias, ermitas, antiguos monasterios, conventos, llamativos cruceros de piedra, fortificaciones, murallas, castillos y torres de vigilancia, palacios y casas señoriales, constituyen un legado secular de miles de años que puede ser contemplado en los diferentes municipios de la comarca.
A esta enorme riqueza patrimonial es de destacar el contar con la protección del parque natural de Arribes del Duero.
Los hombres y mujeres que a lo largo de los siglos han vivido en estas tierras han legado un sinfín de tradiciones y celebraciones, algunas de las cuales conservan ritos y costumbres ancestrales y exclusivas de esta zona. A los típicos encierros y corridas de toros, a veces en plazas de carros, se añaden bailes de la bandera, bailes tradicionales, subastas de roscones, procesiones, fiestas de madrinas, romerías, carreras de cintas, hornazos campestres y hogueras de ramas de jumbrio (enebro) para rendir homenaje a los santos, a Dios o la Virgen María.
Junto a estas tradiciones ha llegado hasta hoy una interesantísima arquitectura popular basada en la piedra arenisca o la pizarra, pero sobre todo en el granito, aprovechando los recursos naturales (uno de los valores más auténticos de esta comarca). No solo se aprecia en las propias viviendas sino también en otras construcciones: vistosas portadas o partales, corrales, chozas, casitas, tenadas, lavaderos, fuentes, cercas y numerosos puentes, pontones y molinos a lo largo de sus numerosos ríos, arroyos y riberas.
A todo esto hay que añadir una extensa, exquisita y variada gastronomía, herencia también del paso de los tiempos, va desde la calidad de los embutidos de carne de cerdo, en ocasiones hechos con las viejas recetas de las matanzas tradicionales, pasando por la carne de ternera, cabrito o cordero hasta los excelentes quesos de leche de oveja, los llamativos hornazos y los no menos gustosos dulces: mantecados, perronillas, repelaos, flores, obleas, roscas o quesos de almendra entre otros.

### Ferrocarril
Una de las grandes obras realizadas en la comarca se remonta a la segunda mitad del siglo XIX. Es la construcción de la Línea La Fuente de San Esteban-Barca de Alba. En el tramo que va desde la localidad española de La Fregeneda hasta la portuguesa de Barca de Alba, conocido como el Camino de Hierro de La Fregeneda, trabajaron miles de obreros para horadar en la roca 20 túneles y salvar los grandes desniveles del terreno con 12 puentes. Hoy en día toda la línea se encuentra abandonada, pero la que transcurre por las arribes ha sido recuperada como ruta turística. Desde el año 2000, todo el tramo español está declarado Bien de Interés Cultural.